# Альслебен, Альфред
Альфред Карл Альслебен (Альфред Альфредович Альслебен; латыш. Alfrēds Kārlis Alslēbens; 12 (24) июля 1891, Рига, Российская империя — 26 ноября 1930, Рига, Латвия) — российский и латвийский легкоатлет, выступавший в прыжках в длину и высоту и десятиборье. Участвовал в летних Олимпийских играх 1912 года.

## Биография
Альфред Альслебен родился 24 июля 1891 года в Риге.
Учился в Рижской реальной школе.
Представлял Рижское немецкое спортивно-гимнастическое общество, Агенскалнское спортивно-гимнастическое общество и спортобщество «Унион». Занимался лёгкой атлетикой и футболом, был вратарём сборной Риги.
В 1910 году завоевал серебряные медали проходившего в Риге чемпионата Российской империи по лёгкой атлетике в прыжках в высоту (1,60 метров) и метании копья (36,75 метра).
В 1911 году выиграл две золотых награды на состоявшемся в Санкт-Петербурге чемпионате Российской империи в прыжках в высоту (1,65) и прыжках в длину (6,55 метра).
В 1912 году стал рекордсменом Российской империи в прыжках в высоту (1,77) и прыжках в длину (6,62), выиграл чемпионат Балтии в прыжках в длину.
В том же году вошёл в состав сборной Российской империи на летних Олимпийских играх в Стокгольме. Выступал в десятиборье, занял 12-е место среди 29 участников, набрав 5294,615 очка.
В 1913 году поступил в Русскую императорскую армию вольноопределяющимся в 3-й гусарский Елисаветградский полк. Перед началом Первой мировой войны был произведён 1 июля 1914 года в прапорщики армейской кавалерии. Отличился в боях, был ранен. Награждён орденами Святого Владимира, Святой Анны 3-й степени с мечами и бантом (19.02.1916) и 4-й степени с надписью «За храбрость» (23.04.1917), Святого Станислава 2-й степени с мечами (26.01.1917) и 3-й степени с мечами и бантом (17.01.1915). 2 ноября 1915 года за отличия в делах против неприятеля произведён в корнеты (со старшинством с 6 декабря 1914), 1 мая 1917 года произведён в поручики (со старшинством с 6 сентября 1915).
После Октябрьской революции был военным переводчиком, спортивным инструктором Красной Армии, затем танкистом в армии Деникина. Был музыкантом в ресторане.
В 1920 году через Вену и Берлин перебрался в Ригу. Служил в латвийском кавалерийском полку. Трудился бухгалтером. Активно работал в спортивно-гимнастическом обществе «Хагенсберг». Был победителем немецких спортивных фестивалей 1923 года в Мюнхене и в 1928 году в Кёльне. Работал тренером.
Умер 26 ноября 1930 года в Риге в городской больнице №2 от менингита, развившегося в качестве осложнения гриппа. Похоронен 30 ноября на кладбище Мартиня в Риге.
В 1933 году был посмертно награждён знаком «За заслуги» Латвийской ассоциацией спортивных организаций.

## Семья
Отец — Альфред Вольдемар Август Альслебен (1861—1941), художник и политик, депутат латвийского Сейма в 1925—1928 годах. Мать — Эмилия Шарлотта.
Не был женат.